# 陈爱婵
陈爱婵（1988年8月8日—）是一名中国举重运动员，身高1.65米。她出生于广东省广州市南沙区横沥镇新兴村，小学四年级便被选入番禺体校举重队，并于2001年进入广东省体校，2007年选入广州队，2010年进入国家队，并在当年广州亚运会63公斤级举重比赛中以233千克的成绩获得季军。